# Хронологія російського вторгнення в Україну (квітень 2022)
Хронологія російського вторгнення в Україну, квітень 2022
Ця стаття є частиною Хронології широкомасштабного російського вторгнення в Україну за 2022 рік.
Про події попереднього місяця див. Хронологія російського вторгнення в Україну (березень 2022)

## Загальне становище на 1 квітня 2022 року
Тривав відступ російських військ з півночі України. Російські окупаційні війська намагалися створити нове угруповання військ на Слобожанському напрямку з метою встановлення контролю над частинами територій Харківської, Луганської та Донецької областей, включаючи блокаду міст Слов’янськ та Краматорськ.
ЗС РФ продовжували атакувати місто Попасна, імовірно, з метою відволікання уваги військового керівництва України від спроб встановлення контролю над Ізюмом та Маріуполем.
До білоруського міста Гомель завозилися найманці з країн Близького Сходу. Крім того, Росія продовжувала перекидання ракетних підрозділів до республіки Білорусь з метою збільшення інтенсивності обстрілів балістичними ракетами населених пунктів та об’єктів інфраструктури на території України.
Залишаючи військову техніку на території України, окупанти все частіше вдавалися до її мінування. Крім того, почастішали випадки використання росіянами мін-пасток.
На окупованих територіях Росія обмежувала пересування місцевого населення, російські загарбники брали громадян України в заручники та вивозили награбовані у мирних громадян речі.

## 1-10 квітня

### 1 квітня
Бої в оточеному Маріуполі, в зоні ООС.
Протягом дня українські війська визволили Бородянку, Ворзель та Бучу.
Підрозділами Збройних Сил України відновлено контроль над населеними пунктами Демидів, Димер, Литвинівка, Гаврилівка, Козаровичі, Жовтневе, Глібівка, Ясногородка, Талакунь, Сухолуччя, Липівка, Гавронщина, Маковище, Миколаївка, Хмільна Київської області. Після відходу ЗС РФ підрозділами Збройних Сил України взято під контроль населені пункти Рудня, Шевченкове, Бобрик, Стара Басань, Нова Басань, Макіївка, Погреби, Бажанівка, Володимирівка, Шняківка, Сальне, Софіївка, Гаврилівка.
Росія переводила частину військ з-під Києва і Чернігова на схід для організації оточення ЗСУ в зоні ООС.
Російські війська взяли під контроль місто Ізюм, Харківська область. За інформацією українських військових росіяни намагалися вести наступ в напрямку Малої Комишувахи, однак успіху не мали.

### 2 квітня
Офіційно повідомлено про залишення російськими військами всіх раніше захоплених територій Київської області. У тільки-но звільнених населених пунктах, зокрема, в Бучі, виявлені сотні тіл розстріляних окупантами цивільних осіб.
Йшли бої в оточеному Маріуполі, в зоні ООС (зокрема, у напрямку Сєвєродонецька-Рубіжного, Мар'їнки, Вугледара). Продовжувалися ракетні обстріли міст в глибині української території. Ракетним ударом зруйновано Кременчуцький НПЗ.

### 3 квітня
Вранці декілька ракет вибухнули в Одесі (пошкоджено термінал[який?]), вдень — у Василькові. Також були вибухи на Тернопільщині та Рівненщині. Відбулися обстріли Миколаєва і Очакова. Тривав відвід окупаційних військ з Чернігівської і Сумської областей. Йшли бої в зоні ООС (зокрема, за Сєвєродонецьк-Рубіжне), оточеному Маріуполі, на Південнобузькому напрямі — за н.п. Олександрівка.
У Генштабі зазначили, що на Донецькому та Таврійському напрямах Росія зосередила основні зусилля на захопленні н.п. Рубіжне, Попасна, Троїцьке, Авдіївка, Мар'їнка, Красногорівка.
Підконтрольне Кремлю видання РИА Новости опублікувало статтю одного з ідеологів рашизму Т.Сергейцева «Що Росія має зробити з Україною», яка містить прямі заклики до «деукраїнізації» України і необхідності перевиховання населення шляхом «ідеологічних репресій», етнічних чисток і етноциду в Україні.

### 4 квітня
Російські окупанти повністю відійшли з Сумської області. Тривали бої в зоні ООС, зокрема, в Рубіжному, Попасній, оточеному Маріуполі. У напрямку на Барвінкове росіяни просунулися на 7 км та взяли під контроль с. Бражківка. Також силами до БТГ 1-го танкового полку окупанти наступали у напрямку на с. Сулигівка. В районах н.п. Борівське, Новолуганське, Солодке, Мар'їнка, Золота Нива ЗС РФ продовжували артилерійські обстріли позицій підрозділів ЗСУ та цивільної інфраструктури. Поблизу н.п. Новотошківське, Нижнє, Попасна, Калинове, Степне, Рубіжне, Троїцьке, Новобахмутівка, Новоселівка друга російські війська проводили штурмові дії. На Піденнобузькому напрямку окупаційні війська штурмували с. Олександрівка і в районі н.п. Любине, Мирне, Копані обстрілювали з артилерії позиції ЗС України.
Відбулися обстріли Миколаєва, Харкова.
Окупанти запропонували захисникам Маріуполя капітулювати і призначили «мера» міста: ним став член проросійської партії ОПЗЖ Костянтин Іващенко. Ракетні удари, обстріли Харкова, Миколаєва, інших прифронтових населених пунктів. Повідомлено про відновлення транспортного сполучення з раніше заблокованим Черніговом.
Через військові дії Україна втратила від 35 % до 50 % ВВП. Втрати бюджету близько 2 млрд грн на день. Втрати інфраструктури $4,25 млрд щодня.

### 5 квітня
Тривали запеклі бої в зоні ООС, ракетні удари і обстріли українських міст (зокрема, Краматорська). Російської ракетної атаки зазнали нафтобаза в Новомосковську та завод у Синельниківському районі Дніпропетровської області. Вибухи у Львівській і Вінницькій областях. Російські війська з півночі підійшли на відстань 20 км до Барвінкового. Повідомляється про звільнення 3-х сіл на півночі Бериславського району (Добрянка, Нововознесенське і Трудолюбівка).
Пройшло засідання Ради безпеки ООН щодо трагічних подій у Бучі

### 6 квітня
В зоні ООС в районах Попасної, Степного, Новотошківського, Рубіжного, Сєверодонецька і Солодкого окупанти проводили штурмові дії; ракетні удари і обстріли українських міст (зокрема, Сєвєродонецька, Вугледара). Відбулося 48 артилерійських обстрілів Харкова.
Повідомлено про звільнення с. Осокорівка на півночі Бериславського району Херсонської області.
Влада закликала евакуюватися мешканців Луганської, Донецької областей, а також Лозової та Барвінкового.
Мер Маріуполя Вадим Бойченко розповів, що за місяць окупації в місті загинуло 5 тисяч осіб. З них 210 — діти, а ще близько 50 — згоріли живцем у лікарні, яка спалахнула внаслідок бомбардування. Він також відзначив, що місто повністю зруйноване. Понад 90 % міської інфраструктури знищено, щонайменше 40 % вже не підлягає відновленню.
США оголосили про нові санкції проти РФ. Білий дім заявив, що США сумарно повністю заблокували понад 2/3 російського банківського сектору. Країни Заходу заморозили 60 відсотків валютних резервів Росії — понад 350 мільярдів доларів, повідомила голова британського МЗС Ліз Трасс.

### 7 квітня
Йшли бої в зоні ООС (зокрема, Рубіжне, Попасна, Гірське, Вугледар, Новомихайлівка), в оточеному Маріуполі, на південь від Ізюма. Навколо Херсона та у Бериславському районі російські загарбники намагалися вести оборонні бої та продовжувати наступ у районах н.п. Донецьке, Новотошківське, Попасна, Мар'їнка, Борівське та Солодке.
Ракетні удари по Одеській області, а також по Харкову, Барвінковому і Новоград-Волинському.
Росіяни з «Граду» розстріляли на Каховському водосховищі човен з 14-ма особами (у тому числі 3 дітей), які намагалися втекти з окупованої Херсонщини до Дніпропетровської області.
У Лисичанську із 80 тисяч мешканців залишилося близько 30 тисяч. У Рубіжному та Попасній вивезти людей майже неможливо через обстріли, а у Кремінній ЗСУ відтіснили російську армію.
В Україні розпочалася третя хвиля загальної мобілізації, під час якої у ЗСУ призиватимуть резервістів, які закінчили військові кафедри.
За добу з окупованих та прифронтових районів вдалося евакуювати 4676 осіб.
За даними ООН, з України на 07.04.2022 виїхало 4,382 млн осіб, зокрема, 2,5 млн осіб перетнули кордон з Польщею.
До Києва повернулось посольство Туреччини.
Членство Росії у Раді ООН з прав людини призупинено.

### 8 квітня

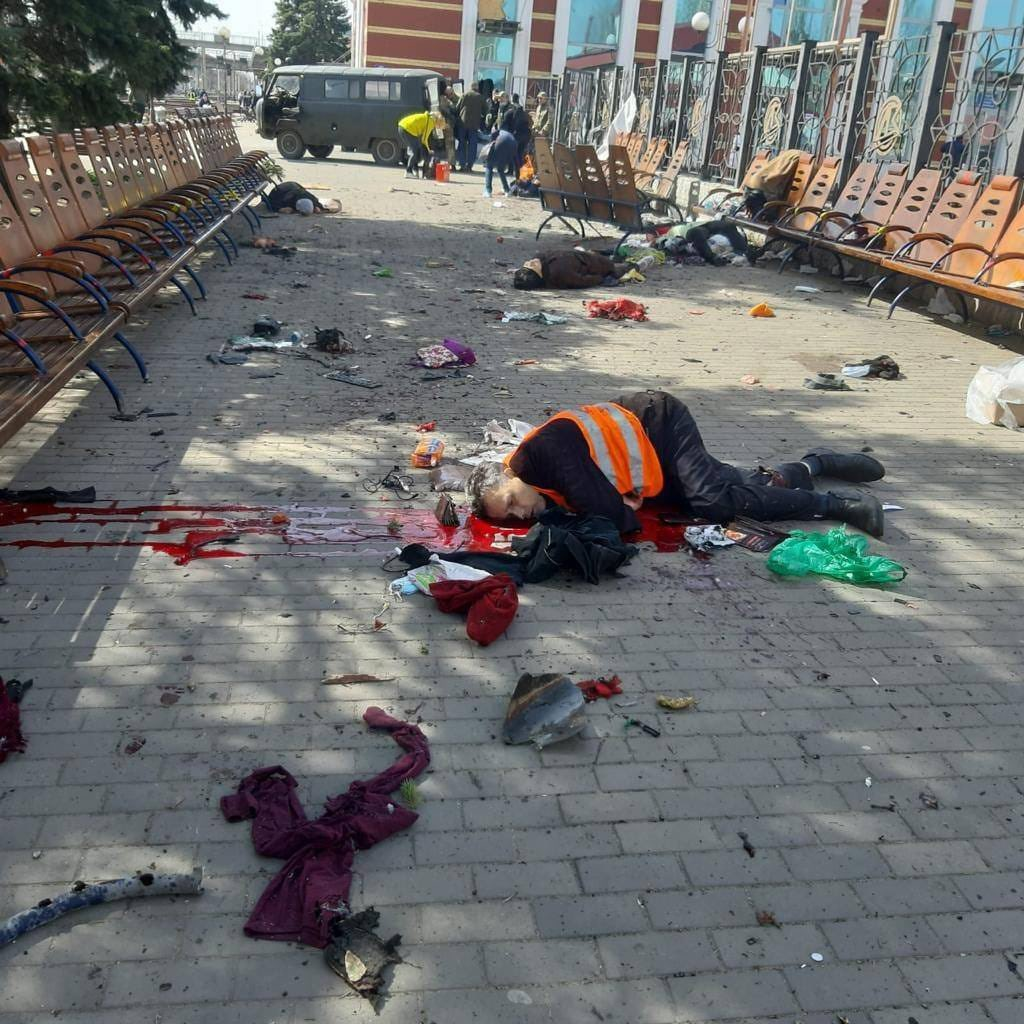
Наслідки ракетного удару по Краматорську

Вранці російські загарбники завдали ракетного удару Точкою-У по привокзальній площі Краматорська, де близько 4 тисяч осіб, переважно жінок і дітей, чекали на евакуаційний потяг. Загинуло 61 особа (серед них 7 дітей), 114 поранено. Теракт викликав обурення у світі, заклики до суду над Путіним і його оточенням, а також посилення антиросійських санкцій і допомоги Україні.
ЗС РФ атакували ЗСУ в зоні ООС на Донбасі (Рубіжне, Нижнє, Попасна і Новобахмутівка), в оточеному Маріуполі, а також намагалися просунутися на південь від Ізюму в напрямку сіл Бражківка та Сулигівка. На Південнобузькому напрямку — артилерійські обстріли н.п. Мар'янське, Нововоронцовка, Новогригорівка і Шевченкове. Бомбардування об'єктів в Одеській області. Повітряні удари по Вугледару, Авдіївці і Слов'янську.
Жителів Лисичанська закликали евакуюватись, обстріли ставали інтенсивнішими, залишатися в місті небезпечно.
Під українським контролем в Маріуполі залишалися Приморський район, частина Лівобережного в районі Азовсталі, узбережжя від Азовсталі до порту, сам порт та території заводів.
Війська РФ, виведені з півночі України, перегруповуються і перекидаються у Харківську область і на Донбас. Повністю виведено підрозділи ЗС РФ з території Сумської області. Керувати вторгненням призначений командувач Південного військового округу генерал Олександр Дворніков, який має великий досвід російських операцій у Сирії.
Понад 110 тисяч українців увійшли до складу сил Територіальної оборони, створено понад 450 добровольчих формувань територіальних громад, за день до вторгнення в Україні налічувалося лише шість тисяч професійних військових та резервістів, повідомив командувач сил ТРО ЗСУ бригадний генерал Юрій Галушкін.
Після звільнення Чернігівщини від росіян і розблокування Чернігова голова ОДА повідомив, що в обласному центрі залишилось 80 — 95 тис. мешканців. Загинуло близько 450 осіб, а всього в області — близько 700 осіб.

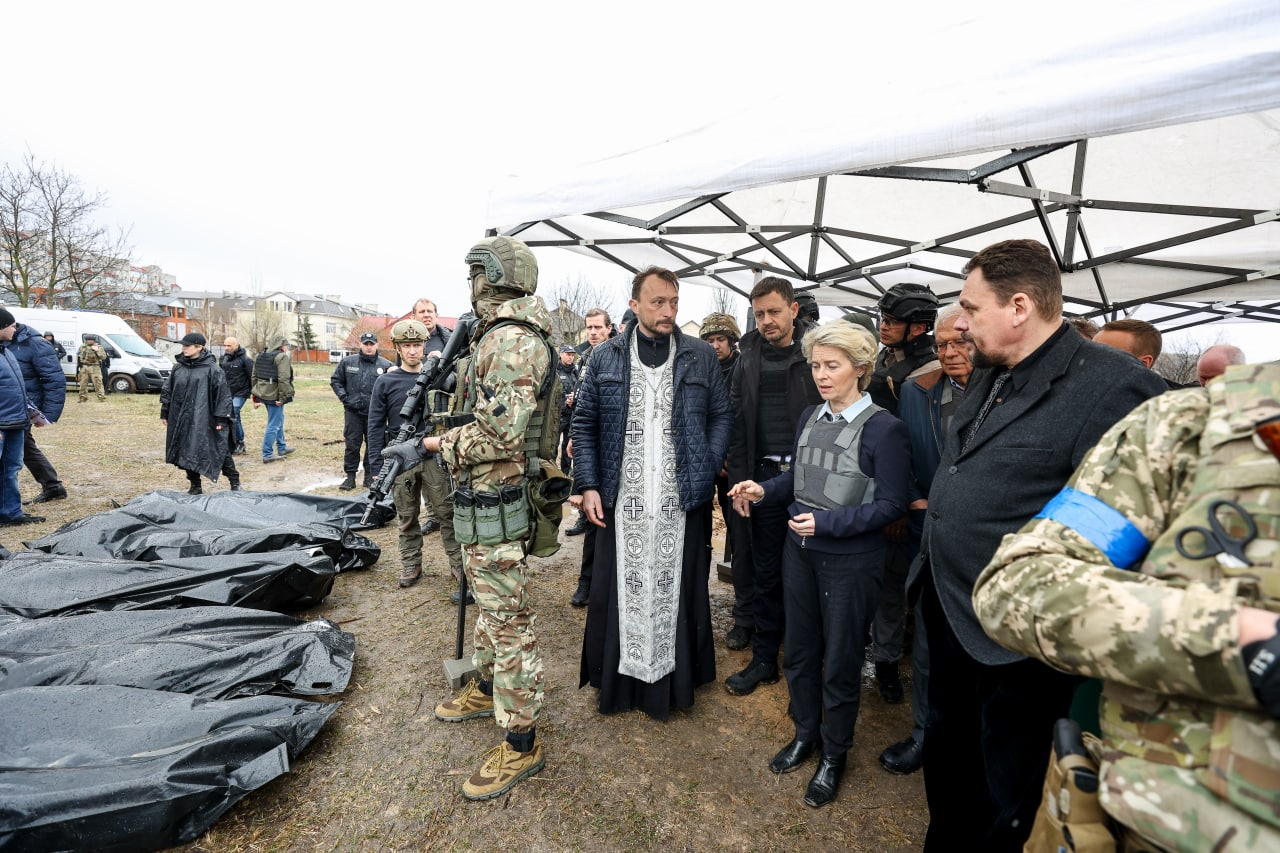
Візит прем’єр-міністрів України, Словаччини та високопосадовців ЄС до Бучі

У Києві відбулася зустріч Зеленського із президентом Єврокомісії Урсулою фон дер Ляєн, Високим представником Європейського Союзу з питань закордонних справ і політики безпеки. Жозепом Боррелем та прем'єром Словаччини Едуардом Гегером. Також високі гості відвідали Бучу.
До Києва повернулось посольство Литви.
Повідомлено, що російськими окупантами з території України насильно вивезено більш як 45 тисяч людей, зокрема, з Маріуполя — 31 тисячу
За словами Дениса Шмигаля, загальні втрати держави, пов'язані з руйнуванням інфраструктури та втратою економічного потенціалу, становлять до 4-х млрд. доларів на день. Щоденні витрати з держбюджету, пов'язані із російським вторгненням, становлять близько 2-х млрд. гривень.
ЄС прийняв 5-й пакет санкцій проти Росії за агресію проти України, зокрема, за різанину в Бучі. Пакет містить вугільне ембарго, заборону на експорт деяких товарів, блокування активів низки банків РФ, транспортна блокада.
За даними опитування ВЦВГД, 74 % росіян підтримують рішення про вторгнення в Україну, не підтримують — 17 %. При цьому 89 % опитаних довіряють армії РФ, швидше не довіряють армії — 8 %.
У Білому домі перерахували американську допомогу, яку США вже поставили в Україну чи готуються поставити:
- понад 1400 зенітних комплексів Stinger,
- понад 5000 протитанкових систем Javelin,
- понад 7000 інших протитанкових систем,
- сотні тактичних безпілотних літальних апаратів Switchblade (з них передано поки що[коли?] лише 100 штук),
- понад 50 мільйонів патронів,
- 45 тисяч комплектів бронежилетів та касок,
- ракетні системи з лазерним наведенням,
- безпілотні повітряні системи Puma,
- прилади нічного бачення, тепловізійні системи та оптика,
- супутникові розвіддані.

З'явилось припущення, що проблема водопостачання тимчасово окупованих територій вирішиться лише після «визволення території республіки».

### 9 квітня
Повідомляється про ракетні удари по Одесі/Чорноморську, Миргороду. Тривали бої в зоні ООС (Авдіївка, Мар'їнка, Маріуполь), на південь від Ізюма і на захід від Херсона. Продовжувалися спроби «ЛДНР» захопити Рубіжне, Попасну та Нижнє Луганської області, а також Новобахмутівку на північ від Донецька. Обстріли Харкова (66 разів), Лисичанська, Сєвєродонецька, Рубіжного і сіл на півночі Бериславського району. Повідомляється про звільнення с. Вільхівка і про знищення у Харківській області колони російської військової техніки.
ЗСУ розбили до 20 % сил, які Росія виділила для вторгнення в Україну, повідомило ABC News із посиланням на джерело у Пентагоні.

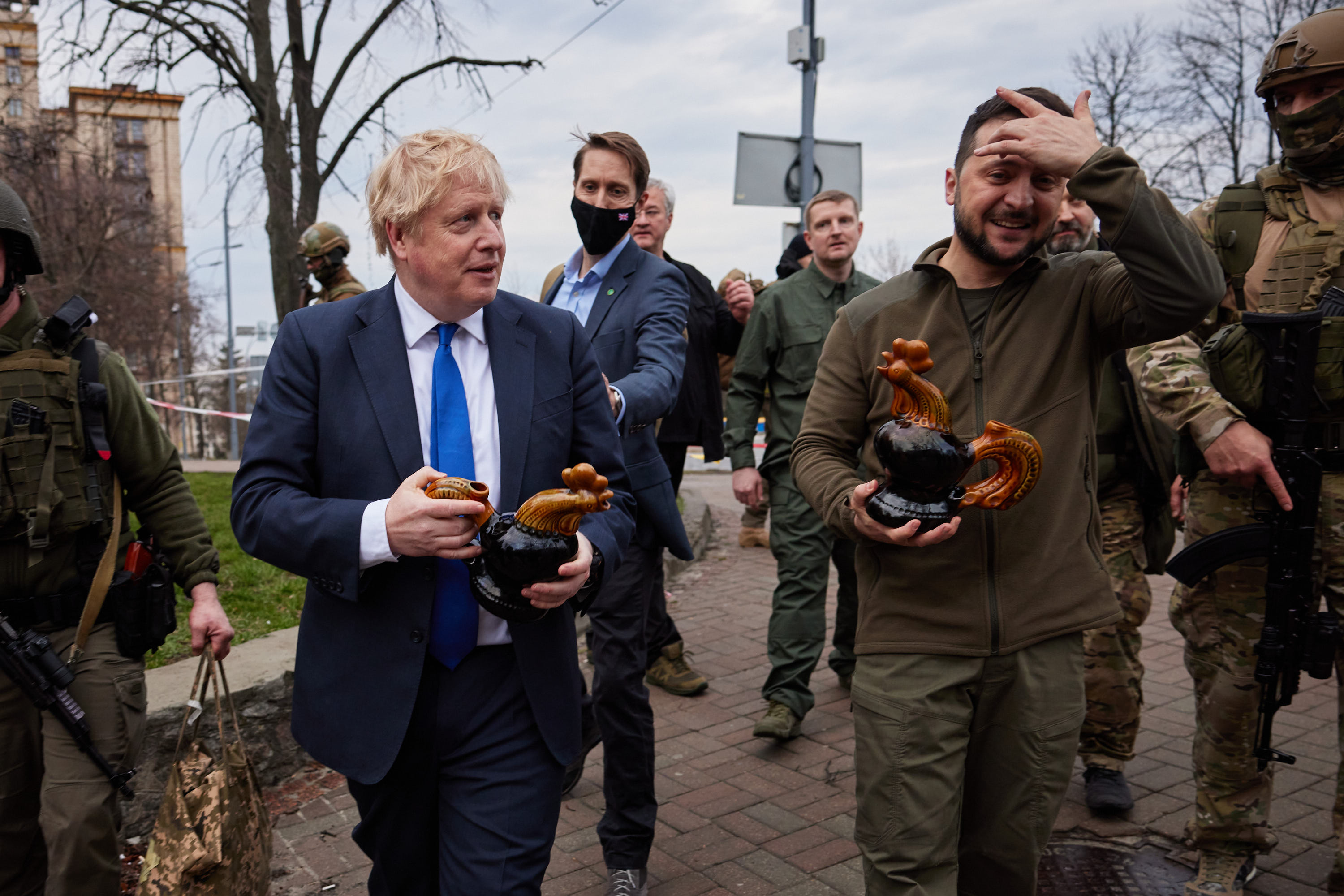
Візит до Києва Бориса Джонсона

Відбувся візит до Києва прем'єр-міністра Великої Британії Бориса Джонсона. Візит до Києва канцлера Австрії Карла Нехаммера.
Повідомлено, що в Краматорську з 220 000 мешканців залишилось 80.

### 10 квітня
Ракетні удари по Харківській (зокрема, по окупованій Балаклеї), Дніпропетровській областям, зокрема, по аеропорту в Дніпрі, по порту Ольвія в Миколаєві. Тривало розмінування, відновлення звільнених регіонів і фіксація військових злочинів ЗС РФ. Основні бойові дії зосередились в зоні ООС (Донбас).
Силами до двох БТГр росіяни намагалися наступати в напрямках населених пунктів Довгеньке та Дмитрівка під Ізюмом.
На Донецькому напрямку російські загарбники продовжували зосереджувати основні зусилля на взятті під контроль населених пунктів Попасна, Рубіжне, Нижнє і Новобахмутівка, а також встановленні повного контролю над містом Маріуполь, де, за підтримки артилерії та авіації, окупанти продовжували штурмові дії в районах заводу «Азовсталь» та морського порту, де ще залишились осередки українського спротиву. Повідомляється про критичний стан захисників оточеного Маріуполя. ЗС РФ також намагалися провести штурмові дії в районі Золотого.
На півночі Бериславського району ЗС РФ обстрілювали з артилерії позиції ЗСУ в районах н.п. Високопілля, Трудолюбівка і Мар'янське (Дніпропетровська обл.).

## 11-20 квітня

### 11 квітня

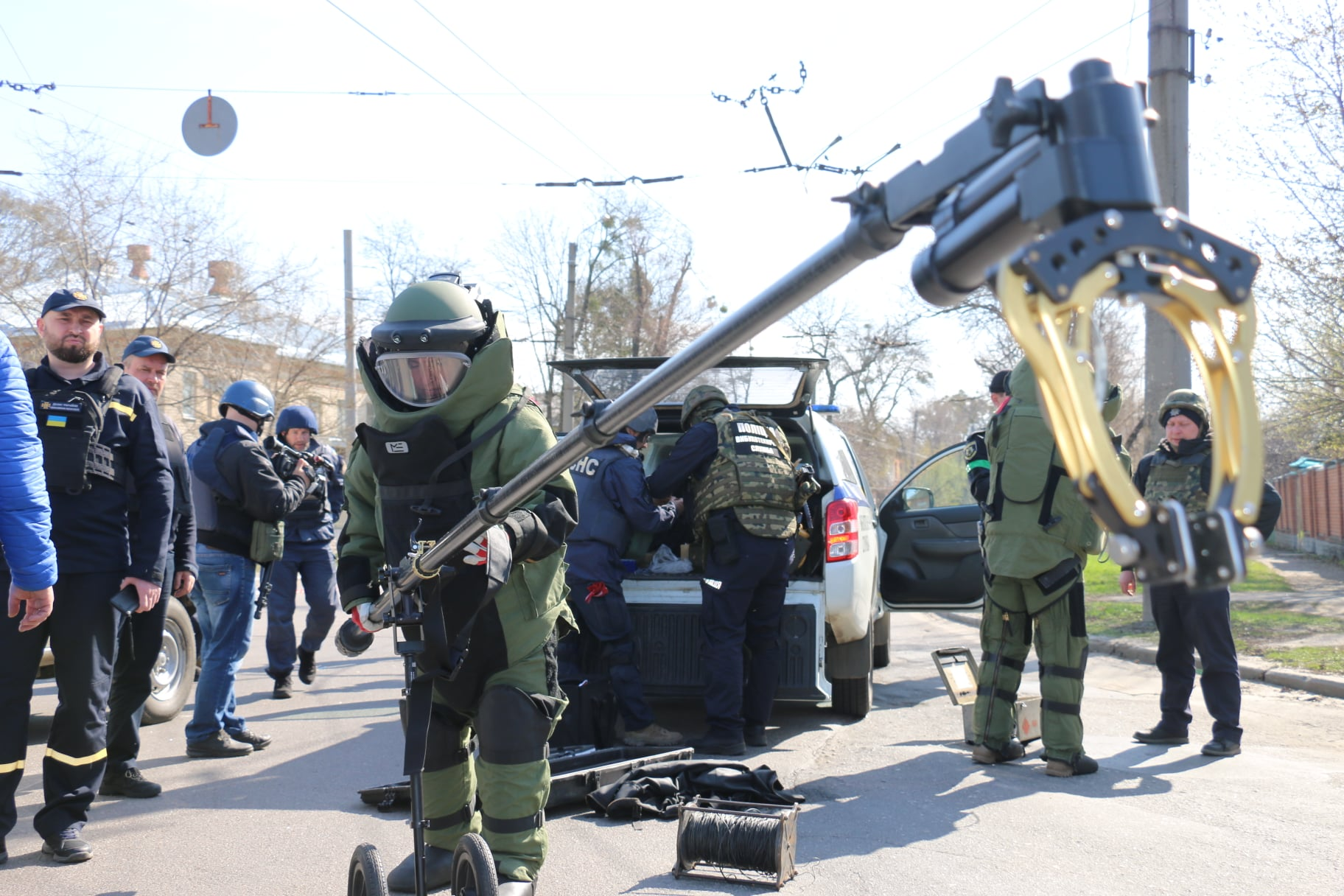
Розмінування Харкова після обстрілу міста мінами ПТМ-1

Росіяни продовжували частково блокувати місто Харків та обстрілювати його з реактивних систем залпового вогню, артилерії та мінометів.
В районі міста Ізюм окупанти намагалися утримати рубежі, що були захоплені раніше. Також російські війська намагалися штурмувати місто Сєверодонецьк. Тривали бої у Кремінній, Рубіжному та Попасній, де росіяни намагаються зробити прориви. Обстріл Лисичанська. В Маріуполі росіяни проводили штурмові дії в окремих районах міста. Надвечір з'явилася інформація про можливе застосування загарбниками проти захисників Маріуполя хімічної зброї.
На Південнобузькому напрямку окупанти намагалися покращити тактичне положення та закріпитись по адміністративних кордонах Херсонської області.
Україна почала відновлювати контроль за державним кордоном у Київській, Чернігівській та Сумській областях.

### 12 квітня
Окупанти намагалися покращити тактичне положення в районах н.п. Попасна, Степне, Рубіжне та Нижнє. Інженерні підрозділи ЗС РФ намагались відновити залізничні мости в районі Сватового. Тривали бої в оточеному Маріуполі; повідомлено, що декілька сотен воїнів 36-ї бригади морської піхоти в оточеному місті пробилися з заводу ім. Ілліча до позицій полку «Азов» (ймовірно, на заводі «Азовсталь»), але частина морпіхів при цьому потрапила у полон.
На Харківщині російські війська завдали близько 53 ударів з артилерії та РСЗВ. Голова Полтавської ОВА повідомив про два нові удари по інфраструктурі Миргорода. Ракетний удар по Синельниковському району у Дніпропетровській області. с. Новояківлівка Запорізької області (Комишуватська ОТГ) росіяни вночі обстріляли фосфорними бомбами. На Хмельниччині росіяни завдали ракетного удару по інфраструктурному об'єкту. Сєвєродонецьк та Гірське Луганської області залишилися без світла, води та газу, нічними обстрілами зруйновано всі комунікації, повідомив губернатор Сергій Гайдай. Також повністю немає води у мешканців Рубіжного, Попасної, частково Лисичанська.
Мер Харкова Ігор Терехов розповів, що в місті постраждали близько 2000 будівель та споруд, зокрема зруйновано 1644 житлові багатоповерхові будинки.
Повідомляється що Росія утримує близько 1700 полонених.
З початку російського вторгнення 20,8 % українців змінили місце проживання.
Повідомляється про встановлення осіб більше 400 вбитих в Бучі і від 10 до 22 тисяч (оцінно) — в Маріуполі, інші військові злочини росіян. На Київщині виявили вже 720 тіл мирних жителів, які загинули від рук російських окупантів, ще понад 200 людей вважаються зниклими безвісти.
Оприлюднено інформацію про примусове вивезення загарбниками мешканців окупованих районів (переважно Маріуполя) у віддалені регіони Росії.
Повідомлено про затримання СБУ одного з головних проросійських політиків — лідера ОПЗЖ Віктора Медведчука, який втік з-під домашнього арешту 24 лютого.

### 13 квітня
Російські війська проводили штурмові дії в районах населених пунктів Сєверодонецьк, Рубіжне та Попасна, зосереджували сили для наступу в зоні ООС. В результаті влучання двома ракетами БРК «Нептун» біля о. Зміїний ввечері загорівся та невдовзі затонув флагман ЧФ РФ — крейсер «Москва».
Часткове блокування Харкова, артобстріли. Ракетний удар по військовій частині в Бердичеві. Вночі російські війська обстріляли залізничну станцію у центральній Україні[де?]. Окупанти обстріляли фосфорними боєприпасами село Новоданилівка Запорізької області.
Бої і бомбардування в оточеному Маріуполі. В місті залишаються близько 120 000 мешканців. На підконтрольні Україні території з міста виїхало приблизно 150 тисяч людей. У населених пунктах навколо Маріуполя ще близько 60 000 людей чекають на евакуацію.
На Сумщині відомо більш ніж про 100 убитих окупантами мирних громадян, значна кількість людей вважаються зниклими безвісти, повідомив губернатор.

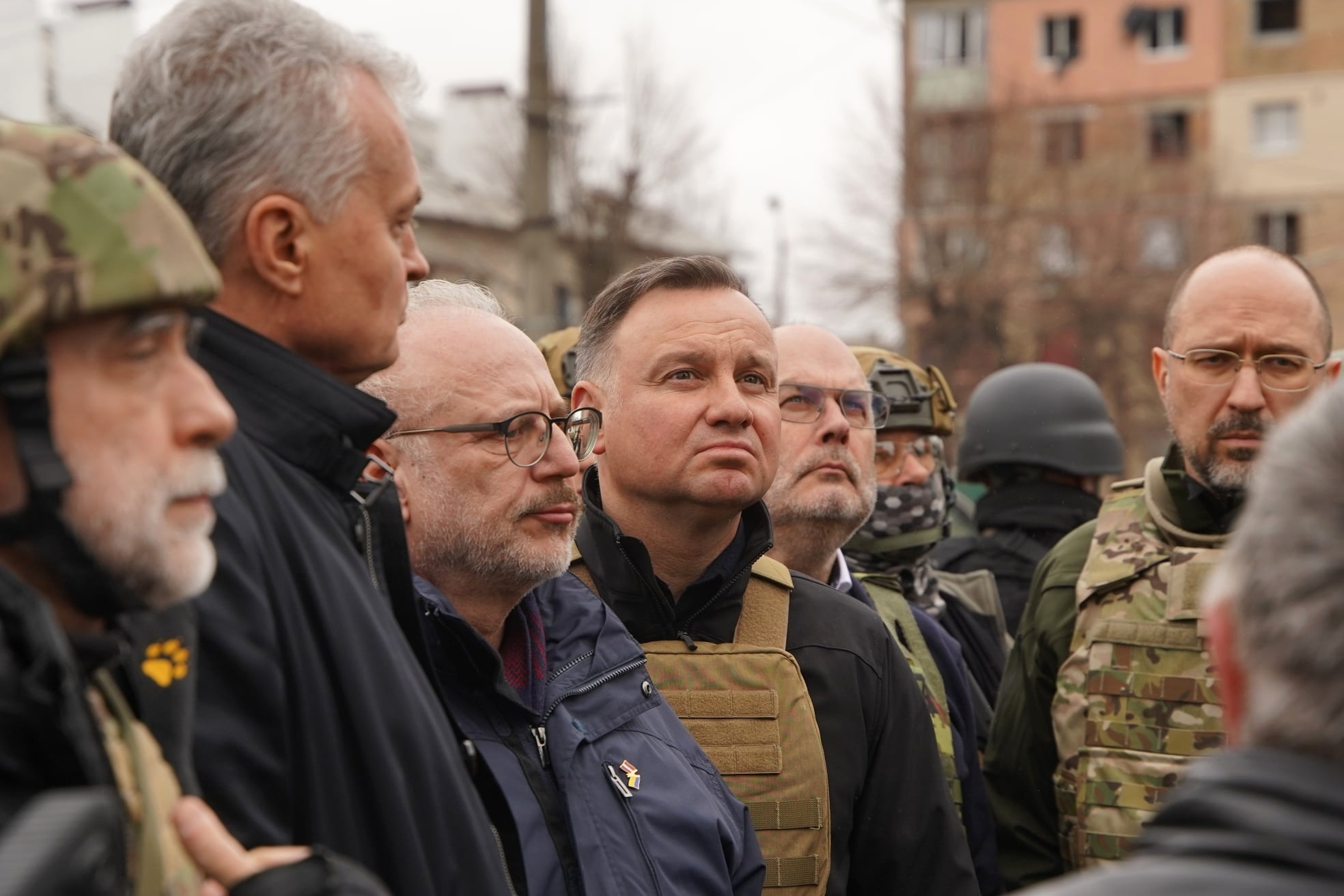
Візит прем'єр-міністра України та президентів Польщі, Естонії, Литви та Латвії до розбомбленої Бородянки

Президенти Польщі, Естонії, Литви та Латвії зустрілися у Києві із Зеленським. Зеленський у зверненні до естонського парламенту заявив, що понад 500 тисяч українців примусово вивезено до РФ.
ОБСЄ у представленій експертній доповіді звинуватила Росію у систематичних порушеннях гуманітарного права та скоєнні військових злочинів. Управління Верховного комісара ООН з прав людини зафіксувало 1892 випадки загибелі та 2558 випадків поранень цивільного населення України.
Байден вперше назвав геноцидом дії Путіна в Україні: «Ваш сімейний бюджет, ваша здатність заправляти свій бак, все це не повинно залежати від того, чи диктатор оголосить війну і чи здійснить геноцид за півсвіту».

### 14 квітня

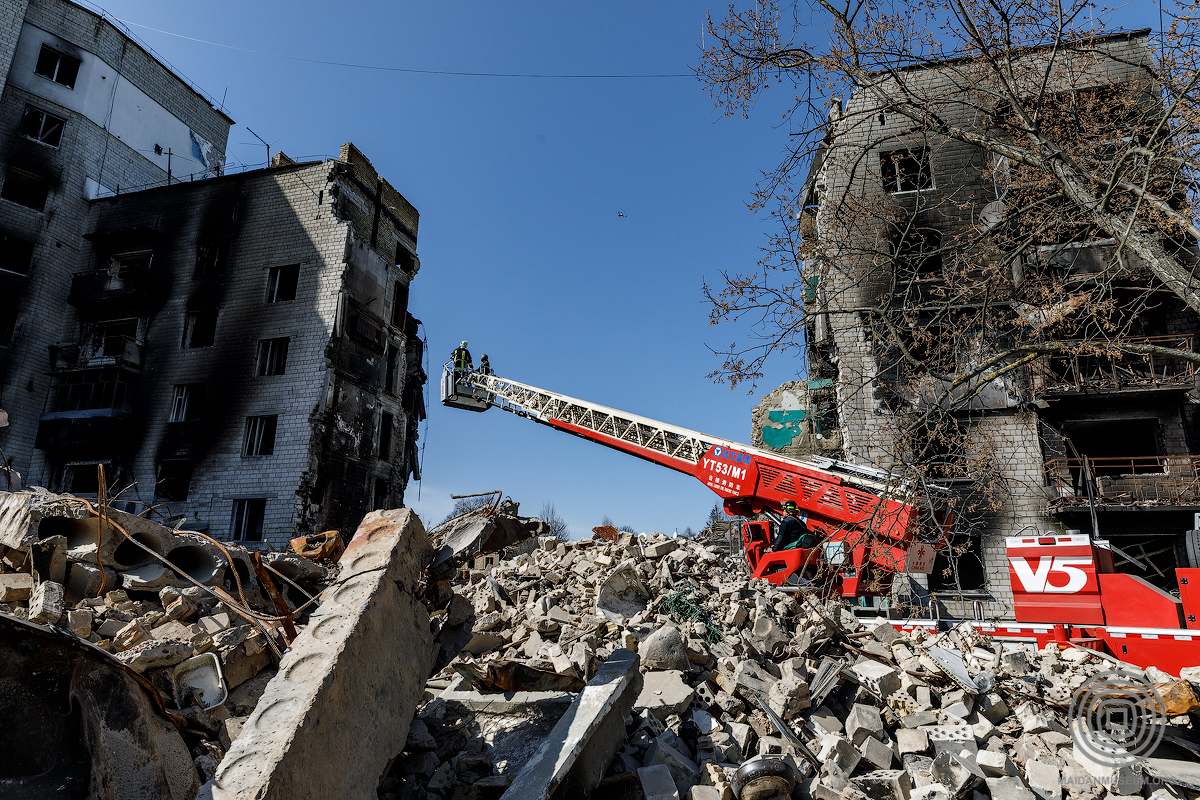
Працівники ДСНС знімають зі стіни зруйнованого будинку в Бородянці вцілілу кухонну шафку з півником васильківської майоліки для передачі до Національного музею Революції Гідності

На Донецькому напрямку російські війська за підтримки авіації та артилерії продовжували наступати на окремих напрямках. Основні зусилля окупанти зосереджували на встановленні контролю над населеними пунктами Попасна, Рубіжне, Сєвєродонецьк та Слов'янськ. Росіяни намагалися прорвати українську оборону в районах населених пунктів Рубіжне, Новотошківське і Мар'їнка. Генштаб повідомив про бої в районах Слов'янська, Попасної та Курахового та спроби росіян штурмувати Маріуполь. За визнанням МО РФ, пошкоджений РК «Москва» затонув під час буксирування до Севастополя.
З'явилась інформація про звільнення силами 80-ї бригади декількох населених пунктів на півдні України.
Повідомляється про обстріл н.п. Запорізької області: Оріхів, Новоандріївка, Гуляйполе, Степногірськ, Залізничне, Павлівка, Гуляйпільське, Мала Токмачка. Також обстріляно Харків, Дергачі, низку сіл на Харківщині, Городню, деякі прикордонні н.п. у Сумській області.
Російські ЗМІ повідомили про обстріли з боку ЗСУ об'єктів у Брянській і Бєлгородській області.
За даними мера Маріуполя, 33,5 тисячі жителів Маріуполя депортовані до РФ або до «ДНР».
Більше ніж 548 дітей постраждали в Україні з 24 лютого 2022 року внаслідок збройної агресії РФ. При цьому 197 дітей загинуло та більше ніж 351 дістали поранення різного ступеню тяжкості.
Верховна Рада визнала дії російських окупантів на території України геноцидом українського народу.

### 15 квітня
Тривали обстріли Києва (зокрема, завод «Візар»), Василькова, Білої Церкви, Івано-Франківська, Житомира, Миколаєва, Харкова, Василівки, Олександрії (аеродром), прифронтових міст Донбасу. Продовжувалися авіаційні удари по Маріуполю. Тривала часткова блокада Харкова. Російські війська намагалися штурмувати Мар'їнку. Артилерійські обстріли Сєвєродонецька, Рубіжного, Торецька, кордонів Криворізького району. Бої в Попасній, Маріуполі. Зосередження близько 22 БТГ в районі Ізюма. На півночі Бериславського району російські окупанти намагалися укріпитися в н.п. Любимівка, Петрівка, Хрещенівка. Повідомлено про звільнення села Мала Рогань на схід від Харкова.
СБУ повідомила, що з початку повномасштабного вторгнення Росії в Україну виявила майже 100 ДРГ і затримала понад 300 колаборантів.
До Чернігова прибув перший поїзд із гуманітарною допомогою.
Правоохоронці станом на 15 квітня знайшли тіла 900 цивільних, убитих російськими окупантами на Київщині.
Вдалося евакуювати 2864 особи. Гуманітарними коридорами з Маріуполя та Бердянська на власному транспорті до Запоріжжя доїхали 2494 особи, з них 363 маріупольці. З Лисичанська, Сєвєродонецька, Рубіжного, Кремінної, Попасної та с. Гірське Луганської області, незважаючи на постійні обстріли, виїхали 370 людей.
За даними ООН, з початку війни Україну покинули 4,8 мільйона громадян країни та близько 215 тисяч іноземців. До Польщі виїхали 2,7 мільйона українців, до Румунії — майже 727 тисяч, до Угорщини — 447 тисяч, до Молдови — 419 тисяч, до Словаччини — 329 тисяч.
За даними ООН, 870 000 українських біженців, які залишили Україну, вже повернулися.

### 16 квітня
Повітряні удари по Києву, Миколаєву, Дніпру, Львову, Харкову, Лисичанську.
На Ізюмському напрямку основні зусилля окупантів зосереджено на утриманні зайнятих рубежів та позицій в районі населених пунктів Суха Кам'янка, Сулигівка, Бражківка, Мала Комишуваха та Андріївка. Також росіяни намагалися просунутись вглиб населеного пункту Довгеньке.
До 3 тисяч загиблих і до 10 тисяч поранених — заявив Зеленський про втрати ЗСУ у війні в інтерв'ю CNN
У російському полоні нині перебувають близько 700 українських військових та понад 1000 цивільних, повідомила міністр РТОТ України Ірина Верещук. За її словами, українська сторона також має близько 700 військовополонених росіян.
У Києві знов відкрилось посольство Італії.

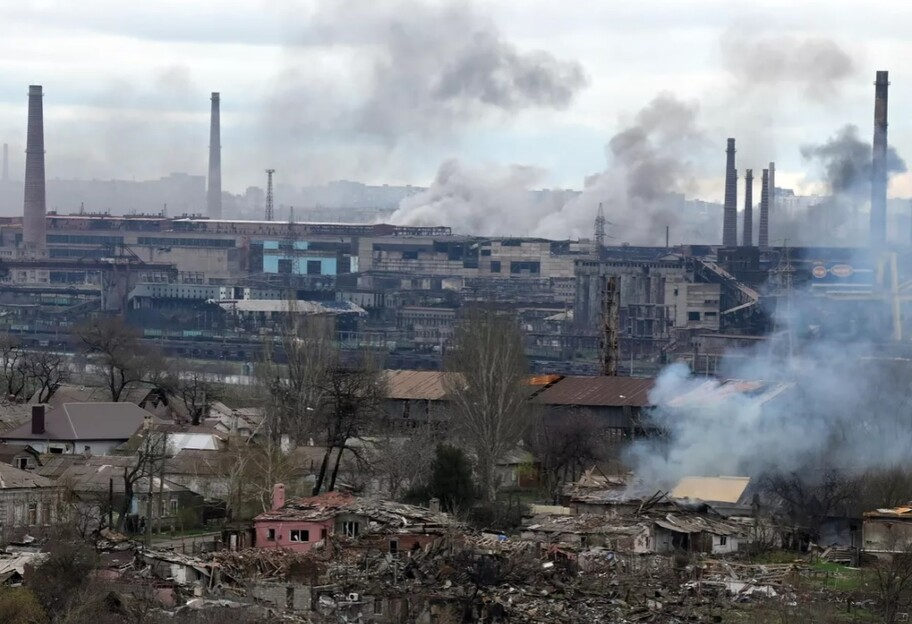
Оточений металургійний комбінат «Азовсталь» — останній бастіон України в Маріуполі

### 17 квітня
Російські повітряні удари по Миколаєву, Броварам, обстріли Харкова та Золотого. З'явилась інформація про звільнення сіл Базаліївка і Леб'яже на схід від Чугуєва.
Основні зусилля окупанти зосереджували у районах н.п. Лиман, Кремінна, Попасна та Рубіжне, намагалися встановити повний контроль над Маріуполем (бої тривали в районах порту і Азовсталі). ЗС РФ наступали на Сєвєродонецькому, Попаснянському та Запорізькому напрямках. Також росіяни безуспішно намагалися закріпитись у районах н.п. Кремінна та Рубіжне. Намагалися штурмувати у районах н.п. Новотошківське, Попасна, Авдіївка та Мар'їнка. Продовжували обстріли н.п. Сіверськ та Покровське; обстріляно околиці Криворізького району; росіяни провели розвідку боєм у районах н.п. Заводи, Дмитрівка та Дібровне.

### 18 квітня
Ракетні удари по Києву і області, Дніпру, Павлограду, Синельниківському та Криворізькому районам, Львову, Харкову, Миколаєву, Очакову
В Кремінній тривали вуличні бої, після чого місто було захоплено. Одночасно ЗСУ звільнили кілька населених пунктів на околицях Ізюма.
Генштаб ЗСУ заявив про «ознаки початку» наступальної операції в Східній операційній зоні. Так у Слобожанському і Донецькому операційних районах російські загарбники на окремих напрямках активізували наступальні і штурмові дії. Очікувалося продовження спроб наступу на напрямки Ізюм — Слов'янськ і Ізюм — Барвінкове. ЗС РФ активізували наступальні дії на Сєверодонецькому, Попаснянському, Курахівському і Запорізькому напрямках. Тривали бої за Маріуполь в районі морського порту. На Донецькому і Таврійському напрямках окупанти продовжували зосереджувати основні зусилля на захопленні населених пунктів Лиман, Кремінна, Попасна та Рубіжне, а також с. Олександрівка під Херсоном.
На Ізюмському напрямку росіяни діяли окремими підрозділами зі складу 1-ї танкової армії, 20-ї загальновійськової армії Західного військового округу, 35-ї та 68-ї загальновійськових армій Східного військового округу і повітряно-десантних військ.
За даними ООН, понад 4,9 мільйона людей виїхало з України з початку війни. З них понад 2,7 мільйона людей перетнули кордон з Польщею, понад 743 тисячі — у Румунію, близько 522,4 тисячі — до Росії, понад 461 тисяча — в Угорщину, 423,8 тисячі — до Словаччини.
Станом на 18 квітня 16 дипломатичних представництв поновили роботу у Києві: ЄС, Франції, Італії, Латвії, Литви, Естонії, Польщі, Туреччині, Чехії, Словенії, Ватикану, Молдови, Грузії, Ірану, Казахстану, Таджикистану, Туркменістану.

### 19 квітня

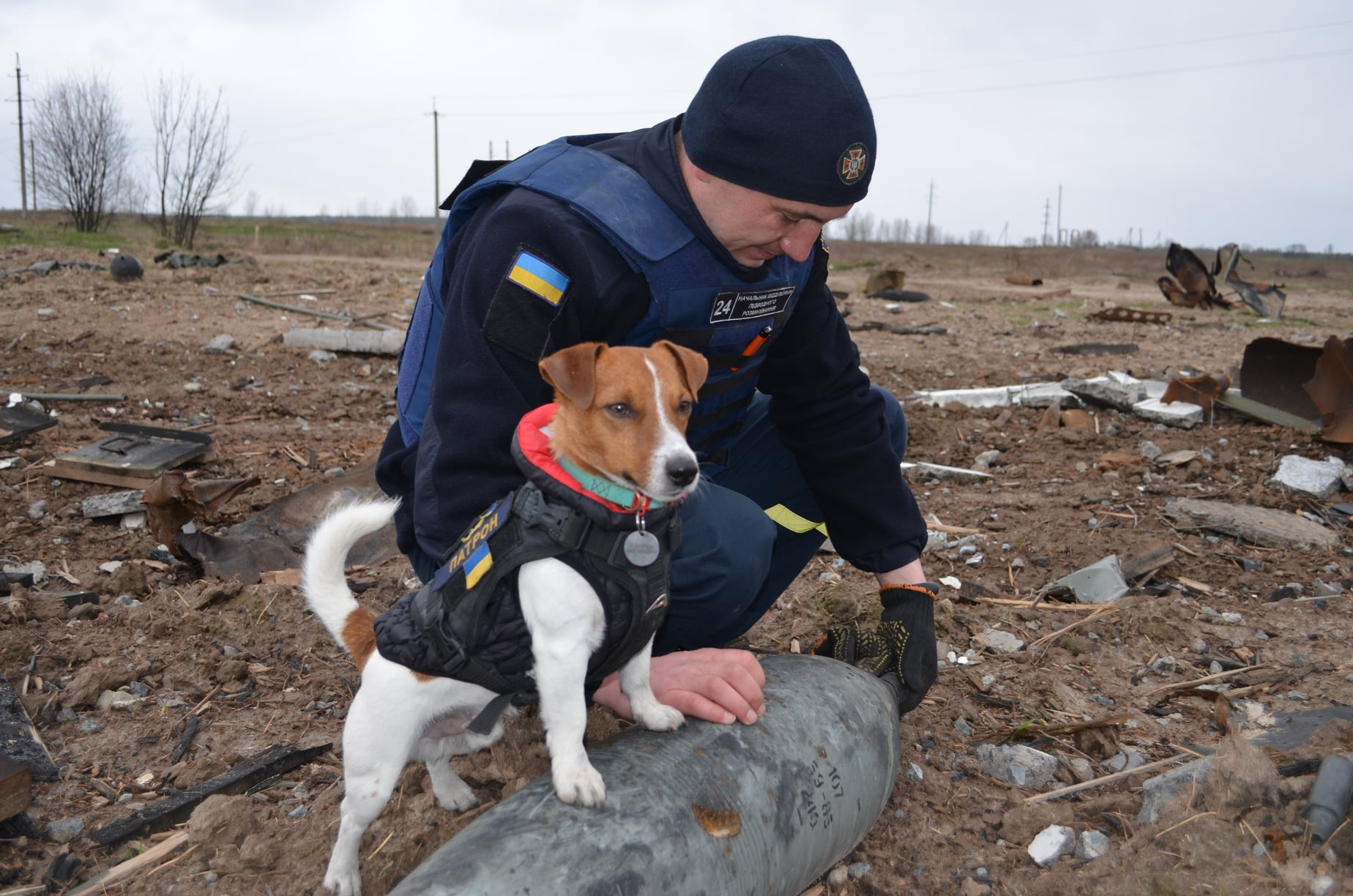
Розмінування села Шестовиця (Чернігівська область)

Активні обстріли і штурмові дії росіян на Донбасі (Рубіжне. Попасна, Авдіївка), в Маріуполі. Повідомляється про бої за Мар'їнку, наступ росіян на Пологи. На Ізюмському напрямку російські війська спробували наступати в напрямку Сулигівки, Дібрівного. Продовжувалися бойові дії в районах населених пунктів Кремінна, Торське Зелена Долина, Велика Новосілка, Рівнопіль та Сторожеве на Донбасі, а також Олександрівка на Херсонщині.
Артилерійський обстріл Миколаєва, Баштанки, н.п. Криворізького району: Зеленодольська, Мар'янського, Великої Костромки та ін.

### 20 квітня
Російські атаки в Маріуполі, Попасній, Рубіжному, в районі Ізюму — атаки на Дібровне, Стару Гнилицю, Довгеньке; у Запорізькій області — на Темирівку, на Херсонщині — на Олександрівку.
За даними ООН, в Україні свої будинки залишили 12 млн людей. Ще 13 млн людей потребують термінової гуманітарної допомоги. Близько 7 млн стали внутрішньо переміщеними особами, 5 млн виїхали за кордон.
Уповноважена ВРУ з прав людини заявила, що 878 тисяч українців насильно вивезено в Росію, з них 164 тисячі дітей.

## 21-30 квітня

### 21 квітня
На Слобожанському напрямку росіяни силами до семи БТГ продовжували частково блокувати Харків та обстрілювати його. На Ізюмському напрямку ЗС РФ зосередили для ведення бойових дій до 25 БТГ. Окупанти намагалися наступати у напрямку н.п. Заводи. Також росіяни вийшли на північні околиці Дібрівного, де намагалися закріпитися.
На Донецькому та Таврійському напрямах російські війська протягом доби активізували бойові дії вздовж усієї лінії бойового зіткнення: здійснювали штурми в районі с. Зарічного, м. Мар'їнка, Рубіжного. Тривали оборонні бої у напрямку Новотошківського та Попасної. Росіяни контролювали близько половини Попасної, частину Кремінної.
На Південнобузькому напрямку ЗС РФ продовжували обстрілювати підрозділи ЗСУ і намагалися провести розвідку боєм у районі Трудолюбівки.
Повітряні удари по Харкову, Миколаєву, Запоріжжю, Новомосковську (залізниця); обстріли Зеленодольська, прифронтових сіл на Донбасі.
Помічниця голови ОП Олена Симоненко повідомила, що за останню добу російські війська захопили 42 населені пункти, всі вони на Донеччині. За її словами, на 21 квітня понад 3500 населених пунктів перебували в окупації — це майже 30 % території, де відбувалися бойові дії.
Росія за останню добу ввела на схід України ще три БТГ, внаслідок чого загальна їхня кількість у країні досягла 85, повідомив представник Міноборони США Джон Кірбі. Всього за тиждень введено 20 БТГ.
Верховна Рада продовжила дію воєнного стану в Україні до 25 травня.
Байден оголосив про надання Україні нового пакета військової допомоги на 800 млн доларів, який включає, зокрема, гаубиці та артилерійські системи. Також США нададуть пряму економічну допомогу Україні на 500 млн доларів.

### 22 квітня
Російські війська намагалися наступати у напрямках населених пунктів н.п. Заводи та Дібровне, Новотошківське, Слов'янськ (закріпилися в н.п. Лозове), в місті Попасна, закріпилися в центральній частині села Степне. Також росіяни намагалися закріпитись в Рубіжному. На Запорізькому напрямку окупанти здійснювали штурмові дії в напрямку с. Зелене Поле. На Південнобузькому напрямку, в районі с. Олександрівка, російські війська обороняли зайняті позиції. Повідомлено про звільнення н.п. Безруки, Слатіно, Прудянка під Харковом.
ЗСУ завдали нищівного удару по передовому пункту управління 49-ї Загальновійськової армії РФ в Херсонській області, ППУ 49А знищено, двох російських генералів ліквідовано, одного важко поранено. Повітряні удари по Слов'янську, Краматорську. Загалом в Донецькій області 22 квітня постраждали 20 н.п., зруйновано чи пошкоджено 34 об'єкти.
На Таврійському та Південнобузькому напрямках діяло угруповання російських військ, що складалося з окремих підрозділів 8-ї і 49-ї загальновійськових армій, 22-го армійського корпусу, берегових військ чорноморського флоту Південного військового округу та повітряно-десантних військ. На Слобожанському напрямку угруповання російських військ продовжувало частково блокувати Харків та обстрілювати його із ствольної та реактивної артилерії. Окремі підрозділи 1-ї танкової та 20-ї загальновійськової армії Західного військового округу, 35-ї загальновійськової армії і 68-го армійського корпусу Східного військового округу та повітряно-десантних військ наступали та штурмували південніше Ізюма. На Донецькому напрямку російські загарбники наступали уздовж всієї лінії зіткнення. Російські війська зосереджували основні зусилля на наступі на Сєверодонецькому напрямку, інтенсивно обстрілювали українські війська з метою їх витіснення та створення умов для розвитку наступу на Слов'янськ. Тривав наступ у напрямку Новотошківського та штурмові дії у районах Рубіжного, Попасної і Мар'їнки. В Маріуполі російські окупанти продовжували блокувати українські підрозділи в районі заводу «Азовсталь» та завдавати авіаційних ударів по місту.
Російські військові 22 квітня зайшли ще у дві ОТГ на Херсонщині — Великолепетихську та Горностаївську.
Відновлено залізничне сполучення Київ-Ніжин-Суми.
Проти мера Балаклії Івана Столбового порушили справу за статтями «держзрада» та «колабораціонізм», повідомив Офіс генпрокурора.
Тайвань анонсував значну допомогу для України. Востаннє країни співпрацювали на такому рівні у далекому 1957 році. Лозунг TaiwanCanHelp надзвичайно актуальний щодо ситуації Україні. Напередодні, 15 березня МЗС Тайваню оголосило про допомогу розміром 11,5 млн доларів для українських біженців.
Також значну допомогу Україна отримує від Японії. На середину березня уряд країни забезпечив 100 одиниць міського житла і в перспективі може підготувати до 700 окремих квартир та окремих кімнат для українських емігрантів.
Японія з одного боку підтримує США, але з іншого боку, через китаєцентричний світогляд, не перериває будь-який діалог з КНР, як би важко не було. 31 березня у чернетці нового випуску «Синьої книги дипломатії» (урядовий довідник про зовнішню політику Японії) з'явилось формулювання, що Токіо офіційно називатиме південні Курильські острови «споконвічною територією Японії, що знаходяться під незаконною окупацією». Тобто Японія не намагається увійти в патерн поведінки, коли взагалі немає руху нікуди, тупикова ситуація.

### 23 квітня
Російські атаки на Попасну, Рубіжне, Сєвєродонецьк, Мар'їнку. Повітряні удари по Одесі, Дніпропетровщині. Обстріляно Золоте. З боку Бурчака обстріляно Василівку.
Зеленський на прес-конференції повідомив, що за попередніми даними, росіяни вже депортували до Росії близько 500 000 українців, серед них близько 5 000 дітей.

### 24 квітня
Росіяни проводили штурмові дії в районах сел Пашкове, Довгеньке та Велика Комишуваха в районі Ізюма: на Сєверодонецькому напрямку — в напрямку н.п. Лиман та Яцьківка, окупанти встановили контроль над частиною с. Зарічне, почали просуватися у напрямках н.п. Оріхове та Нижнє.; на Курахівському напрямку — атаки у напрямку н.п. Новомихайлівка, Времівка та Мар'їнка; на Південнобузькому напрямку — у напрямку н.п. Таврійське. Продовжувався штурм «Азовсталі» в Маріуполі, Попасної, Рубіжного. Повідомлено про звільнення п'яти сіл на Миколаївщині.
Ракетний удар по Кременчуку (ТЕЦ і НПЗ). Фосфором накрили Золоте і Гірське.

### 25 квітня
В районі Ізюму російські війська намагалися покращити тактичне положення на напрямках Андріївка — Заводи та Дібровне — Курулька. На Донецькому напрямі — окупанти атакували в районах н.п. Коровій Яр, Мар'їнка, Новомихайлівка, Попасна і Рубіжне, а також у бік Запоріжжя (с. Трудолюбівка). Росіяни захопили Новотошківське Луганської області. На Південнобузькому напрямку росіяни зосереджували основні зусилля на напрямках Херсон — Миколаїв та Херсон — Кривий Ріг.
Вночі спалахнула нафтобаза у Брянську, а також військовий об'єкт (арсенал) поруч. Ракетний удар рашистів вранці по Львову (станція Красне), Рівненщині (Здолбунів, залізниця), Коростеню, Жмеринці, Козятину, Ковелю. Обстріл Лисичанського НПЗ., с. Новолатівка, Новопавлівка, Нововоронцовка, Трудолюбівка, Князівка, Мар'янське під Кривим Рогом, Дергачів і прилеглих сіл на Харківщині.
У Чорному морі перебували вісім російських носіїв крилатих ракет типу «Калібр», повідомив представник Міноборони України Олександр Мотузяник. Їхній сумарний ракетний залп становить 58 ракет.
Зеленський повідомив, що Росія за два місяці використала проти України понад 1100 ракет, «незліченну кількість авіабомб, артилерії». Деокуповано 931 населений пункт.
Завдяки гуманітарним коридорам в Україні вдалося врятувати майже мільйон людей, заявила Верещук. Завдяки обміну вдалося звільнити із російського полону 250 військових та цивільних осіб.
З початку російського вторгнення в Україну з 28 країн було витурено близько 400 співробітників дипмісій РФ, повідомили в МЗС.

### 26 квітня
На Ізюмському напрямку підрозділи зі складу 1-ї танкової армії, 20-ї загальновійськової армії Західного військового округу, 35-ї загальновійськової армії і 68-го армійського корпусу Східного військового округу та повітряно-десантних військ наступали у напрямку Барвінкового. Росіяни оволоділи північно-східною околицею с. Велика Комишуваха, а також взяв під контроль с. Заводи. До Ізюму перекинуто дві БТГ зі складу 76-ї десантно-штурмової дивізії повітряно-десантних військ. На Донецькому напрямку основні зусилля ЗС РФ були зосереджені на наступі на Сєверодонецькому, Попаснянському і Курахівському напрямках з метою взяття під повний контроль Попасної, Рубіжного та розвитку наступу на Лиман, Сєверодонецьк і Слов'янськ. На Лиманському напрямку російські окупанти захопили с. Зарічне, здійснювали штурмові дії у районі с. Ямпіль. На Сєверодонецькому напрямку загарбники встановили контроль над н.п. Новотошківське, наступали у напрямку н.п. Нижнє та Оріхове. У Маріуполі ЗС РФ продовжували обстрілювати оточені українські підрозділи в районі заводу «Азовсталь». У місті окупанти продовжували проводити фільтраційні заходи стосовно цивільного населення.
Ракетні удари по Запоріжжю, Затоці (залізничний міст через Дністровський лиман).
Омбудсмен Людмила Денісова повідомила, що понад 16 тисяч українців вважаються зниклими безвісти.

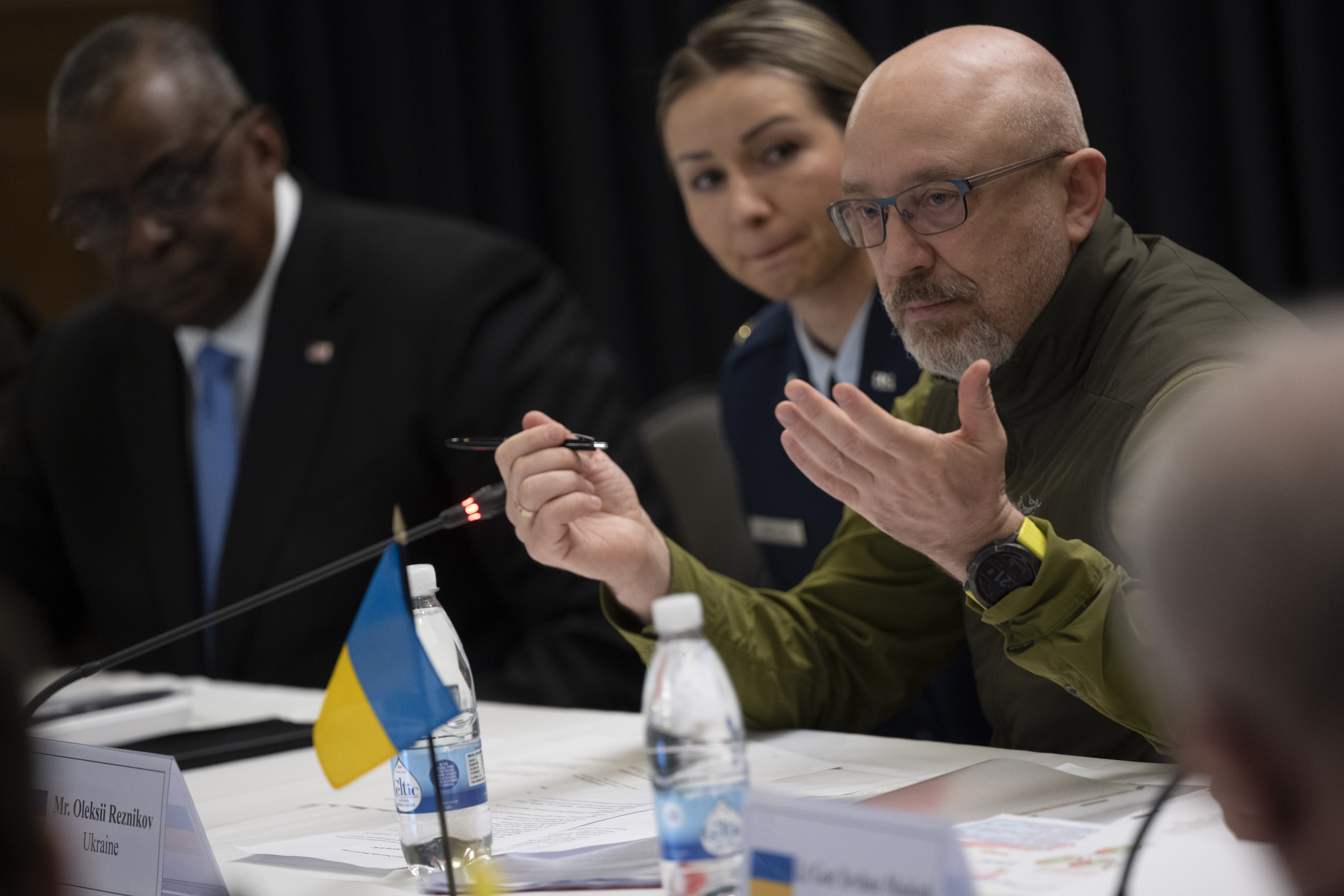
Зустріч на авіабазі «Рамштайн»

На авіабазі ВПС США Рамштайн у Німеччині відбулася стратегічна зустріч Консультативної групи з оборони України за участю понад 40 країн. Міністр із збройних сил Великобританії Джеймс Хіпі заявив, що Україна «цілком легітимно» може атакувати об'єкти в Росії.
МВФ створив спеціальний адміністративний рахунок, через який Україна отримуватиме 5 млрд доларів щомісяця.

### 27 квітня
Радник МВС повідомив про звільнення трьох сіл на Миколаївщині — Широкого, Новопетровки і Любине на захід від Снігурівки. За повідомленням ОК «Південь», ЗСУ відбили російські атаки на Таврійське і Нову Зарю на захід від Херсона.
Російські війська намагалися наступати у напрямках Сулигівка — Нова Дмитрівка, Андріївка — Велика Комишуваха, Старомайорське — Велика Новосілка, Любимівка — Зелене Поле, на м. Лиман, на Оріхове. На Херсонщині росіяни закріпилися в районі с. Таврійське, намагалися здійснювати вогневе ураження у районах сіл Олександрівка і Нова Зоря. У районах сіл Станіслав та Молодецьке російські загарбники нарощували підрозділи реактивної та ствольної артилерії.
ЗСУ обстріляли російські військові об'єкти на острові Зміїний. У Воронежі та Курській, Бєлгородській (с. Стара Нелідівка) областях РФ вночі були чутні вибухи. Окупанти вдруге завдали удару по мосту у Затоці. На Дніпропетровщині окупанти з артилерії обстріляли Зеленодольську громаду, зокрема, ТЕС та елеватор. Обстріляно Харків, Дергачі, Золочів, Чугуїв, Прудянку
З початку вторгнення російська армія випустила по території України близько 1300 ракет — приблизно половину свого запасу — заступник міністра оборони Ганна Маляр.
Держсекретар США Ентоні Блінкен заявив, що Вашингтон обговорює можливість визнання Росії країною-спонсором тероризму.

### 28 квітня
Під Харковом ЗСУ повернули контроль над селищем Кутузівка. У Якимівці підірвано залізничний міст. Російські підрозділи спробували наступати на напрямках Бражківки та Довгенького, також намагалися взяти під контроль основні об'єкти Великої Комишувахи на Харківщині і Рубіжного. На Курахівському напрямку російські війська безуспішно намагалися наступати у напрямках н.п. Солодке та Новомихайлівка. На напрямку Донецьк — Запоріжжя ЗС РФ атакували у напрямку н.п. Нескучне і Времівка, а на Південнобузькому напрямку — в районах сіл Олександрівка, Таврійське, Іванівка та Заградівка.
Ракетні удари по Запоріжжю, Києву, Фастову, Одесі, Хмельницькому і Синельниківському району Дніпропетровщини. Обстріли на Донбасі, обстріли Миколаєва, Харкова, Великої Костромки; масоване бомбардування захисників Маріуполя на Азовсталі — російські війська за ніч здійснили 50 авіаударів, застосовували фосфорні бомби, ракети, артилерію.
В ДНР заявили, що у них в полоні — близько 3000 українських солдат. Шляхом обміну звільнено з полону 45 українців.
Начальник Наццентру управління обороною РФ заявив, що «без участі української влади» окупанти загалом вивезли з території України 1 002 429 осіб, серед яких 183 000 дітей.

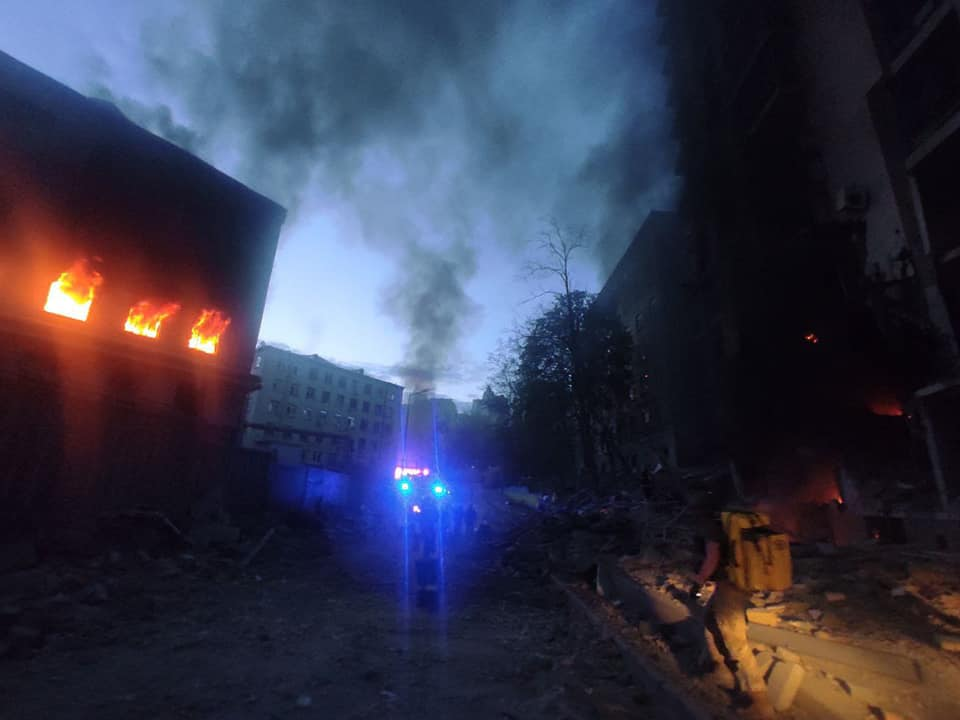
Наслідки обстрілу Києва

У Палаті представників Конгресу США проголосували за законопроєкт про ленд-ліз для України — що надає можливість значно прискорити постачання озброєння, транспорту, продовольства та допомоги з США. Президент США Джо Байден звернувся до Конгресу із проханням схвалити надання Україні фінансової допомоги у 33 млрд доларів. Відбувся візит до Києва Генерального секретаря ООН Антоніу Гутерреша (в цей час Росія випустила по Києву 5 ракет; частково зруйнований будинок, постраждали 10 людей). Бундестаг схвалив надання Україні важкого озброєння. Очільниця МЗС Великої Британії заявила, що російські війська мають бути вигнані з усієї України.

### 29 квітня
Повідомлено про звільнення від росіян села Руська Лозова на трасі Харків-Бєлгород і с. Момотове. Російські атаки на Сулигівку і Довгеньке під Ізюмом, Ямпіль, Озерне, Лиман, Рубіжне, Калинівку, Попасну, Оленівку, Новомихайлівку. Артилерійські обстріли сіл Велика та Мала Костромка, Мар'янське на Дніпропетровщині, прикордонних сіл Сумщини.
У Києві поновили роботу посольства Нідерландів і Азербайджану.

### 30 квітня
На Харківщині було відновлено контроль над н.п. Верхня Роганка, Руська Лозова, Слобідське та Прелесне.
На Ізюмському напрямку окупанти, силами окремих підрозділів зі складу 1-ї танкової армії та 20-ї загальновійськової армії Західного військового округу, 35-ї загальновійськової армії та 68-го армійського корпусу Східного військового округу, повітряно-десантних військ намагалися наступати у напрямках Ізюм — Барвінкове та Ізюм — Слов'янськ.
До району н.п. Волохів Яр окупанти перемістили підрозділи 55-ї окремої мотострілецької бригади 41-ї загальновійськової армії Центрального військового округу, а до м. Ізюм — підрозділи 5-ї окремої танкової бригади 36-ї загальновійськової армії Східного військового округу.
ЗС РФ нарощували систему протиповітряної оборони, вели повітряну розвідку позицій підрозділів ЗСУ із застосуванням БпЛА у районах н.п. Велика Комишуваха, Іванівка, Червоне, Курулька, Довгеньке, Нова Дмитрівка та Барвінкове.
Основні зусилля російських військ на Донецькому напрямку були зосереджені на наступі на Лиманському (Кримка, Олександрівка), Сєверодонецькому, Попаснянському і Курахівському напрямках з метою взяття під повний контроль населених пунктів Рубіжне, Попасна та, імовірно, подальшого наступу на Лиман, Слов'янськ та Барвінкове.
На Маріупольському напрямку росіяни продовжували завдавати авіаційних ударів по місту Маріуполь, заводу «Азовсталь».
На Південнобузькому напрямку окупанти, силами 8-ї та 49-ї загальновійськових армій, 22-го армійського корпусу, берегових частин чорноморського флоту Південного військового округу та повітряно-десантних військ вели бойові дії з метою покращення свого тактичного положення.
Ракетні удари по Одесі (ЗПС аеропорту), обстріли Харкова, Великої Костромки, Добропілля.
Повідомлено, що росіяни дозволили евакуювати з «Азовсталі» 25 осіб.

## Основні події квітня 2022 року
Бої в оточеному Маріуполі, в зоні ООС, зокрема, на Донецькому та Таврійському напрямах російські окупанти продовжили зосереджувати основні зусилля на захопленні н.п. Сєвєродонецьк, Кремінна, Рубіжне, Попасна, Троїцьке, Авдіївка, Мар'їнка, Красногорівка. Бої по розширенню Ізюмського плацдарма у напрямках міст Барвінкове і Слов’янськ.
Продовжувалися ракетні обстріли міст в глибині української території, обстріли прифронтових районів.
До Києва почали повертатися дипломатичні місії іноземних держав.
- До 4 квітня — Росіяни переводили частину військ з-під Києва, Сум  і Чернігова на територію Росії і Білорусі для організації оточення ЗСУ в зоні ООС.

- 1 квітня — Російські війська взяли під контроль місто Ізюм.

- 2 квітня — У тільки-но звільнених населених пунктах Київщини, зокрема, в Бучі, виявлені сотні тіл розстріляних окупантами цивільних осіб.

- 4 квітня — Окупанти запропонували захисникам Маріуполя капітулювати і призначили «мера» міста: ним став член проросійської партії ОПЗЖ Костянтин Іващенко.

- 5 квітня — Повідомляється про звільнення 3-х сіл на півночі Бериславського району. (Добрянка, Нововознесенське і Трудолюбівка). Наступного дня звільнено с. Осокорівка на півночі Бериславського району Херсонської області.

Засідання Ради безпеки ООН щодо трагічних подій у Бучі
- 7 квітня — в Україні розпочалася третя хвиля загальної мобілізації, під час якої у ЗСУ призиватимуть резервістів, які закінчили військові кафедри.

За даними ООН, з України на 07.04.2022 виїхало 4,382 млн осіб, зокрема, 2,5 млн осіб перетнули кордон з Польщею. До Києва повернулось посольство Туреччини
Членство Росії у Раді ООН з прав людини призупинено.
- 8 квітня — Вранці російські загарбники завдали ракетного удару Точкою-У по привокзальній площі Краматорська, де близько 4 тисяч осіб, переважно жінок і дітей, чекали на евакуаційний потяг. Загинуло 61 особа (серед них 7 дітей), 114 поранено.

В Маріуполі під українським контролем залишалися Приморський район, частина Лівобережного в районі Азовсталі, узбережжя від Азовсталі до порту, сам порт та території заводів.
Війська РФ, виведені з півночі України, перегруповуються і перекидаються у Харківську область і на Донбас. Повністю виведено підрозділи ЗС РФ з території Сумської області. Керувати вторгненням призначений командувач Південного військового округу генерал Олександр Дворніков.
Понад 110 тисяч українців увійшли до складу сил Територіальної оборони, створено понад 450 добровольчих формувань територіальних громад.
Після звільнення Чернігівщини від росіян і розблокування Чернігова голова ОДА повідомив, що в обласному центрі залишилось 80 — 95 тис.мешканців. Загинуло близько 450 осіб, а всього в області — близько 700 осіб.
ЄС прийняв 5-й пакет санкцій проти Росії за агресію проти України, зокрема, за різанину в Бучі.
За даними опитування ВЦВГД, 74 % росіян підтримують рішення про вторгнення в Україну, не підтримують — 17 %. При цьому 89 % опитаних довіряють армії РФ, швидше не довіряють армії — 8 %.
- 9 квітня — Візит до Києва прем'єр-міністра Великої Британії Бориса Джонсона. Візит до Києва канцлера Австрії Карла Нехаммера.

Повідомлено, що в Краматорську з 220 000 мешканців залишилось 80.
- 11 квітня — Україна починає відновлювати контроль за державним кордоном у Київській, Чернігівській та Сумській областях.

Повідомляється що Росія утримує близько 1700 полонених
З початку російського вторгнення 20,8 % українців змінили місце проживання.
Повідомляється про встановлення більше 400 вбитих в Бучі і від 10 до 22 тисяч (оцінно) — в Маріуполі, інші військові злочини росіян.
Повідомлено про затримання СБУ одного з головних проросійських політиків — лідера ОПЗЖ Віктора Медведчука, який втік з-під домашнього арешту 24.02.2022
- 13 квітня — В результаті влучання двома ракетами БРК «Нептун» біля о. Зміїний ввечері загорівся, а наступного дня при буксируванні затонув  флагман ЧФ РФ — крейсер «Москва».

Бої і бомбардування в оточеному Маріуполі. В місті залишалися близько 120 000 мешканців. На підконтрольні Україні території з міста виїхало приблизно 150 тисяч людей. У населених пунктах навколо Маріуполя ще близько 60 000 людей чекають на евакуацію.
З'явилась інформація про звільнення силами 80-ї бригади декількох населених пунктів на півдні України.
До 3 тисяч загиблих і до 10 тисяч поранених — заявив Зеленський про втрати ЗСУ у війні в інтерв'ю CNN
У російському полоні перебували близько 700 українських військових та понад 1000 цивільних. Українська сторона також мала близько 700 військовополонених росіян.
- 17 квітня — вуличні бої у Кремінній і втрата міста.

- 18 квітня — Генштаб ЗСУ заявив про «ознаки початку» наступальної операції в Східній операційній зоні.

- 21 квітня — Росіяни контролювали близько половини Попасної.

- 25 квітня — Росіяни захопили Новотошківське Луганської області.

- 26 квітня — На авіабазі ВПС США Рамштайн у Німеччині відбулася стратегічна зустріч Консультативної групи з оборони України за участю понад 40 країн.

- 27 квітня — звільнення трьох сіл на Миколаївщині — Широкого, Новопетровки і Любине на захід від Снігурівки.

- 28 квітня — Під Харковом ЗСУ повернули контроль над селищем Кутузівка, загалом наприкінці квітня звільнено декілька сіл на півночі Харківської області. Захисники Маріуполя опинилися заблокованими на заводі «Азовсталь»